# Лукіян (патріарх Сербії)
Патріа́рх Лукіян (серб. Патријарх Лукијан, у світі Лазарь Богданович серб. Лазар Богдановић; 10 травня 1867, Байя, Угорське королівство, Австро-Угорщина — 1 вересня 1913, Бад-Гастайн, Австро-Угорщина) — православний сербський єпископ, останній Карловацький патріарх.

## Життєпис
Батько Олександр був торговцем і утримував власну крамницю. Мати Милиця була родичкою патріарха Георгія (Бранковича). 
Освіту отримав у Байї, Сремських Карловцях та Егері. 
16 липня 1891 прийняв чернецтво з іменем Лукіян і скоро став архімандритом монастиря Піднесення Христова у Беочині. 
У грудні 1897 обраний єпископом Будимським. 
13 березня 1898 – хіротонія в єпископа.
22 вересня 1908 із третьої спроби був обраний патріархом. Перший собор обрав єпископа Вршацького Гавриїла (Змеяновича), але ця кандидатура не була схвалена угорським прем’єр-міністром Шандором Векерле. Другий собор обрав єпископа Бачського Митрофана (Шевича), але він відмовився зайняти катедру. 25 вересня 1908 відбулася інтронізація патріарха Лукіяна (Богдановича).. 
1913, прем’єр-міністром Угорщини став Тиса Іштван, що проводив мілітаристичну політику, що погіршило стан сербської церкви. 
1 вересня 1913 патріарх Лукіян щез на австрійському курорті Бад-Гастайн, де проходив курс лікування. Його голе тіло без голови було знайдене у річці у жовтні. Убивць патріарха не було знайдено.